# ミズオオバコ
ミズオオバコ（Ottelia alismoides、シノニム:Ottelia japonica）は、トチカガミ科ミズオオバコ属の水草。湖沼やため池、水田などに自生する。

## 分布
日本を含むアジアや、オーストラリアなどに生息する。

## 生態

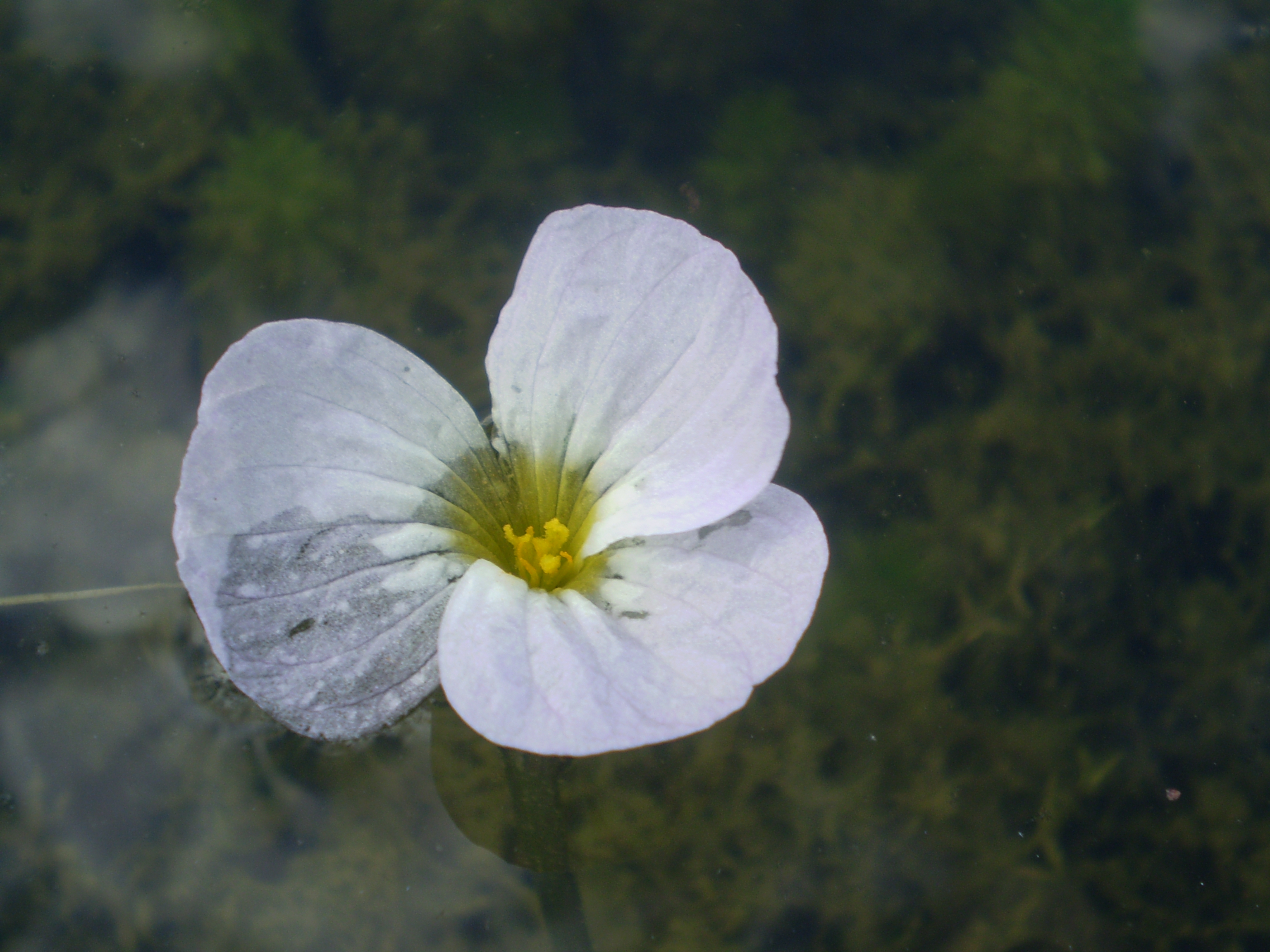
ミズオオバコの花

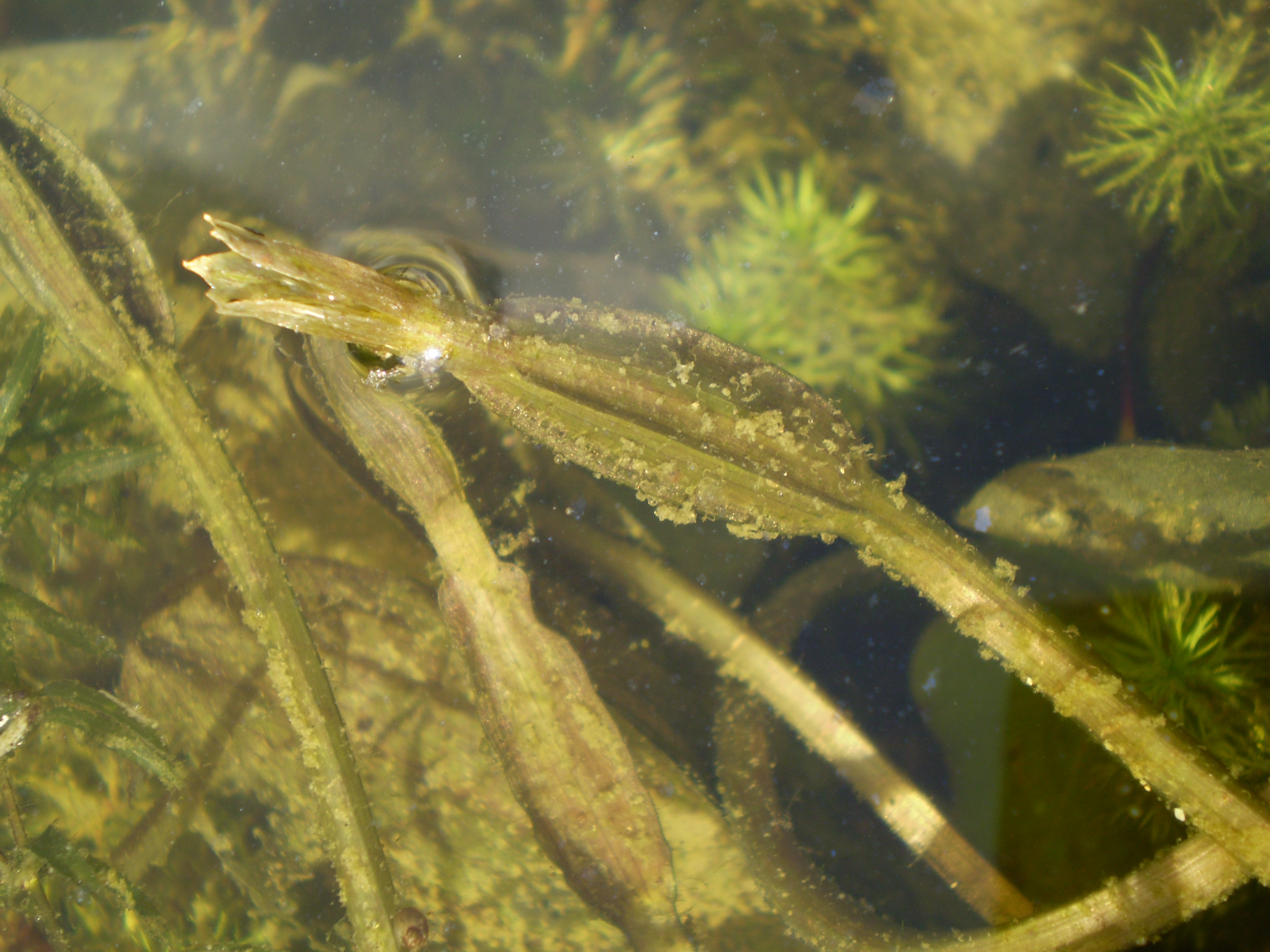
ミズオオバコの果実

沈水状態で生育する。葉の大きさは5-40cmと環境によって変異が大きく、水深が深いところのほうが大型化する傾向にある。また染色体数にも多様性があり、2倍体（2n=22）から12倍体（2n=132）まで知られている。
夏から秋にかけて、水面に花茎を伸ばし、3枚の丸い花弁をもつ紅色がかった白い花をつける。花は一日花。基本的に花茎1本から一つの花しかつけないが、1本の花茎から複数の花を開花させることもある。雄蕊は3から6本の、雌蕊は6本でともに黄色で一固まりにある。
花が咲き終わると花茎は短縮し、水中に没するが、種子が熟すると再び水面にでて、ここで果実は三裂し、水面に種子を散布する。

## 生育環境
富栄養の浅い水域に多い。かつては水田における主要な水田雑草の一つであった。しかし、水田の環境変化、およびため池の埋め立てや水質汚濁などにより、生息数は激減している。
なお、田んぼビオトープなどで水田環境の回復を図っている場合、往々にして復活する。

## 利用
沖縄島北部や八重山地方では、タークブ（田の昆布）と呼ばれ食されていた。
アクアリウム用として利用されることもある。ただし、多めの炭酸ガス添加（20mg以上/リットル）、強めの照明、底床肥料が必要であるため、飼育難易度は高い。

## 変異
個体変異、環境による変異が大きく、分類はやや混乱した。はっきりした柄のある幅広い葉をつけるのが標準的だが、流れのあるところでは柄のはっきりしない狭い葉をつけることもある。上記のように水深の深いところで大型化するので、かつてはこの大きさの違いによって、オオミズオオバコと区別されることもあったが、現在は同一の種と考えられている。また、花茎に花が付くところ特徴の違いにより、花を複数つける個体をセタカミズオオバコとして別種とすることもあるが、これも葉の形と同様、形態変異の一つと考えられている。